# WIST-94
WIST-94は、ポーランドで開発された自動式拳銃である。ポーランド共和国軍で制式拳銃として採用された。

## 概要
ポーランドの軍事兵器技術研究所で開発された軍用向けの大型拳銃で、ポーランドがNATOに加盟したことに伴い、東側規格のマカロフ弾を使用する従来の制式拳銃を更新する目的で開発された。1992年に、ロッキング機構の異なるA01、B01の2種の試作品が製作され、このうちティルトバレル・ロッキング方式のB01を発展させる形でWIST-94が製作された。なお、予算不足のために、試作品のテストを終えたところで一度開発が中断されたことがある。
オーストリア製のグロック拳銃に影響を受けており、外観こそ独自性が強いものの、強化プラスチック製フレームとスチール製スライドを組み合わせや、ストライカー内蔵型の変則ダブルアクション・オンリー式撃発機構、マニュアルセフティを装備せずオートマチックセフティのみで安全を確保する構造などはグロックと同様である。マガジンキャッチは左右どちらでも操作できるアンビ式だが、スライドリリースレバーは左側にしか装備されていない。作動方式はショートリコイル式、弾倉はダブルカラムで装弾数は16+1発である。
ポーランド共和国軍の制式拳銃トライアルに参加し、競争相手であるラドム社のMAG95を破って採用された。2000年に信頼性に問題があるとして一度運用から外されたが、これは銃本体の問題ではなく不適切な弾薬と使用者の整備不良が原因だったとして、2006年に運用に復帰している。2007年末までに、2万3千挺近くが納入された。

## 派生型
WIST-94L
レーザーサイトを組み込んだモデル。